# Krzysztof Dudek
Krzysztof Adam Dudek (ur. 16 września 1967 w Wieluniu) – polski prawnik, adwokat. W latach 2007–2016 dyrektor Narodowego Centrum Kultury, a w latach 2016–2020 dyrektor naczelny Teatru Nowego w Łodzi.

## Życiorys
Ukończył Szkołę Podstawową nr 1 w Wieluniu oraz I Liceum Ogólnokształcące im. Tadeusza Kościuszki w tym samym mieście a następnie studia prawnicze na Wydziale Prawa i Administracji Uniwersytetu Łódzkiego. Po ukończeniu aplikacji adwokackiej podjął praktykę w zawodzie adwokata.
W czasie studiów był działaczem Niezależnego Zrzeszenia Studentów, m.in. wiceprzewodniczącym NZS na UŁ. Działał także w Pomarańczowej Alternatywie.
W latach 2006–2010 sprawował mandat radnego sejmiku łódzkiego, zasiadając w Komisji Kultury, Nauki i Sportu oraz Komisji Rewizyjnej. Został wybrany z listy Prawa i Sprawiedliwości, jednak w 2007 odszedł z tej partii i jej klubu radnych, współtworząc wspólnie z radnymi Prawicy Rzeczypospolitej Łódzki Klub Chrześcijańsko-Konserwatywny. Przystąpił do powołanego w 2008 stowarzyszenia Ziemia Łódzka XXI, zasiadał także w radzie ruchu Polska XXI. W 2009 przeszedł do klubu radnych Platformy Obywatelskiej, z listy której w następnym roku bez powodzenia ubiegał się o reelekcję.
W 2007 powołany na dyrektora Narodowego Centrum Kultury. Był inicjatorem akcji społecznych takich jak „Pamiętam. Katyń 1940”, „Prawo do kultury”, „Ojczysty – dodaj do ulubionych”, został także przewodniczącym kapituły nadawanego przez prezydenta RP Medalu „Zasłużony dla Polszczyzny”. Na czele NCK stał do 2016. W czerwcu tego samego roku został dyrektorem naczelnym Teatru Nowego im. Kazimierza Dejmka w Łodzi, którym kierował do 2020. W latach 2020–2021 był dyrektorem miejskiej instytucji kulturalnej „inLodz21”.
Powrócił również do praktyki adwokackiej w ramach własnej kancelarii w Łodzi.

## Odznaczenia i wyróżnienia
- Srebrny Krzyż Zasługi (2010)[7]
- Odznaka „Za Zasługi dla Światowego Związku Żołnierzy Armii Krajowej”
- Odznaka „Za Zasługi dla Miasta Łodzi”
- Odznaka Honorowa za Zasługi dla Związku Sybiraków[1]
- jubileuszowy medal na 600-lecie Łodzi (2023)[8]